# 紫川
紫川（日语：／）是流经福冈县北九州市小仓南区和小仓北区的二级河流，全长22.4公里。

## 历史
紫川历史悠久，早在古代神话时代就被记载于史籍。江户时代，它支撑着小仓的发展，并作为向小仓城缴纳年赋的航运路线。明治时代以来，紫川作为支撑以钢铁产业为中心的河流，发挥着尤为重要的作用。
明治初期至后期，这里盛行鹚饲，河口产有青海苔。然而，从19世纪后半叶开始，造纸厂和钢铁厂相继入驻，河流受到工厂废水的污染。
直到20世纪60年代，周边工厂和住宅区的废水一直排入紫川，造成了严重的水污染。然而自20世纪70年代起，污水处理系统开始投入使用。 1969年，北九州市的下水道覆盖率为16%，1977年超过50%，到21世纪初已接近100%。在此期间，随着水质的改善，香鱼和冰虾虎鱼开始再次逆流而上，萤火虫也开始在上游出现。

## 地理/自然

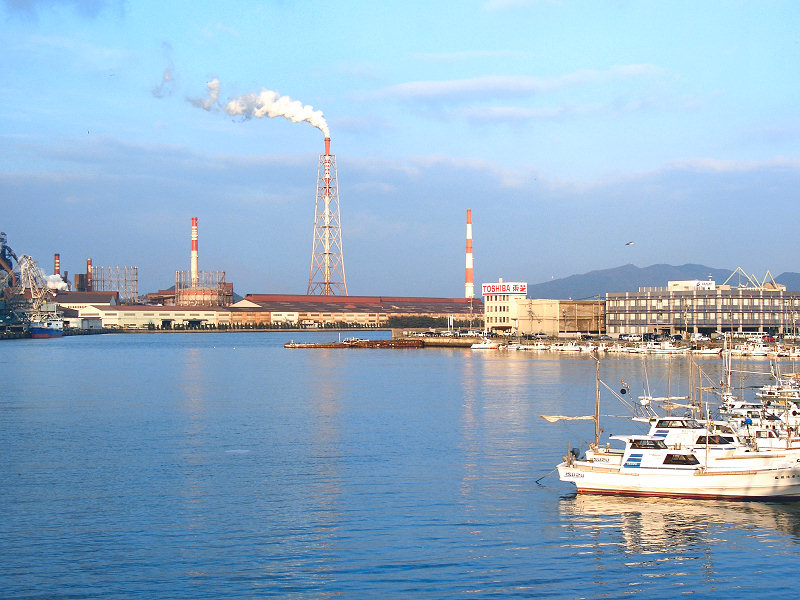
从国道199号紫川桥眺望河口

紫川发源于海拔900.6米的福智山麓，向北流经小仓南区和小仓北区，最终汇入响滩。这里可以看到各种各样的生物，包括黑鲷和彼氏冰虾虎鱼等鱼类，萤火虫和蜻蜓等昆虫，各种鸟类和植物。
1980年5月，在紫川的支流小熊野川发现了20只此前已经消失的萤火虫，当地学校于次年（1981年）开始举办“萤火虫节”。1992年，北九州市河川课在全国设立了第一个“萤火虫课”。该课现隶属于建设局水环境课，致力于改善萤火虫的栖息地水质和生存环境。 2002年，北九州萤火虫博物馆在小仓北区熊谷开放。
流域土地利用率约67%为山区和森林，23%为住宅区和密集建筑区，10%为稻田和农田。紫川上游以天然林为主，主河道及其支流沿岸则为农田和住宅区并存。鳟渕水坝周边地区已被指定为北九州国定公园，这片绿地既是都民的休憩场所，也保护着城市环境。

### 主要支流

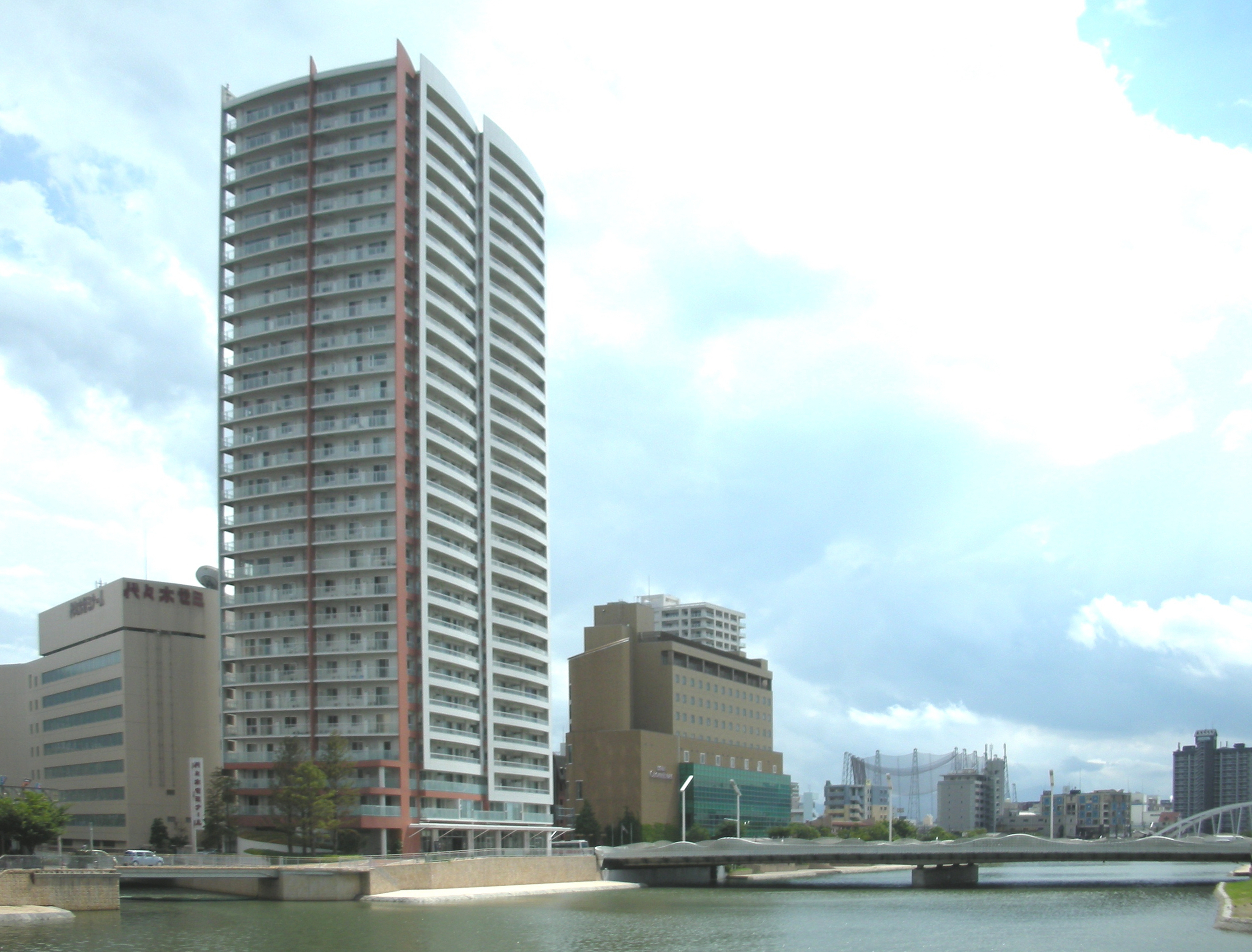
神岳川的汇流处

- 神岳川（马借 - 足立），位于宝来桥附近汇流
- 小熊野川（木町 - 山田・山田绿地）
- 志井川（徳力新町 - 志井）
- 东谷川（高津尾 - 呼野）
- 合马川（徳吉西 - 合马）
- タカトリ川（道原）
- 泷之口川（道原 - 菅生瀑布）

### 主要水利设施
- 鳟渕水库（北九州市小仓南区顶吉）
- 鳟渕水坝（北九州市小仓南区顶吉）
- 紫川水源地（北九州市小仓北区木町）

## 维护项目

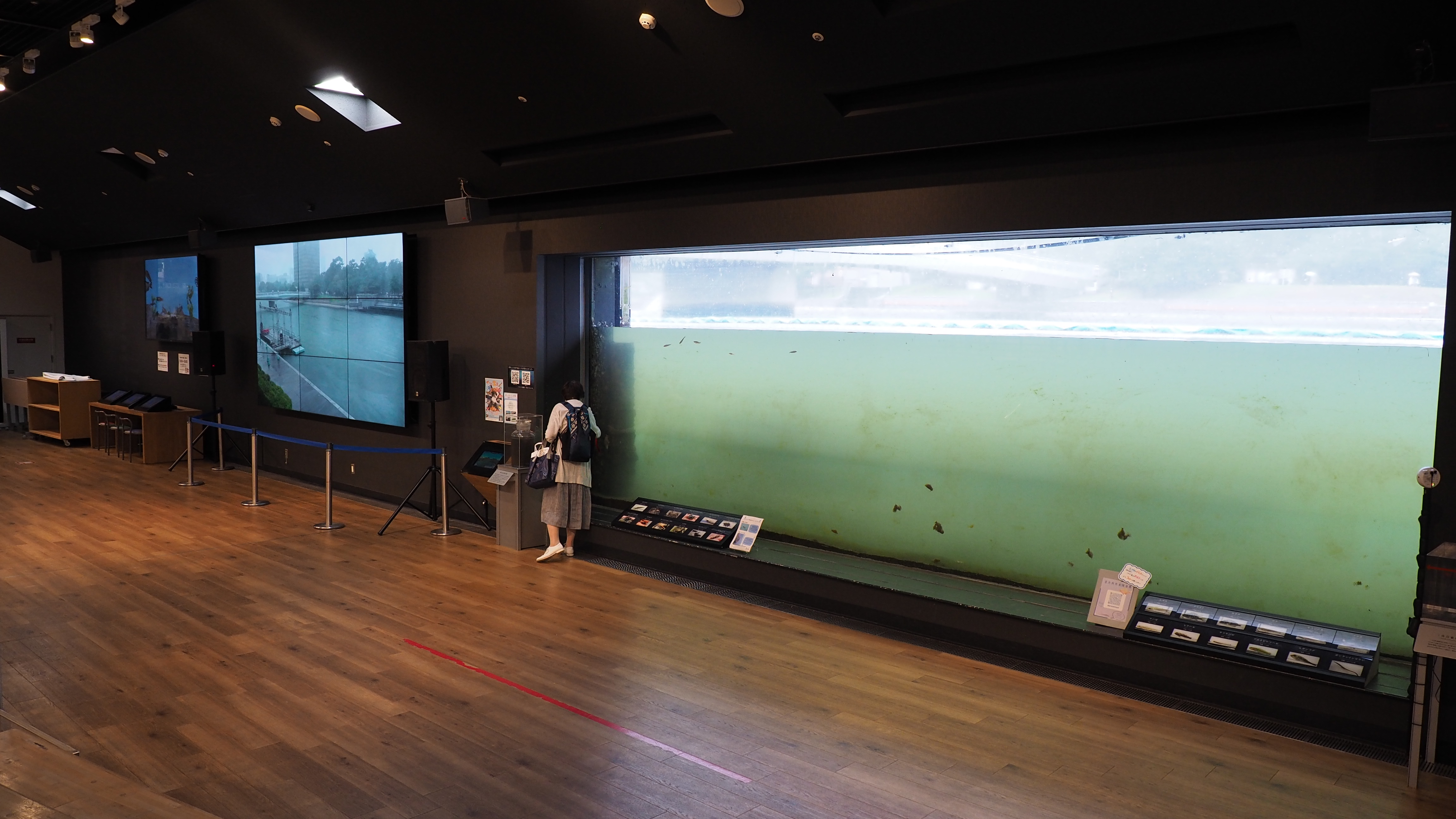
水环境博物馆的河流观察窗

1990年，“紫川我的城镇，我的河流维护项目”启动，旨在推行防洪措施，抵御百年一遇的强降雨，同时进行道路、公园和城区建设。20世纪90年代紫川改善的目标之一是通过有效地将玄界滩的海风引入城市，来应对北九州的热岛效应。2000年，北九州市水环境博物馆作为该项目的核心设施开放，成为加深人们对河流、自然和环境理解的场所。
横跨紫川的“紫川大桥（海之桥）”于1994年荣获手工乡土艺术奖（介绍家乡之路）。“洲滨广场”也在1998年获奖。“来紫川玩吧！”振兴紫川周边地区的举措获得了2003年地区活动奖。

## 名称由来
关于紫川名称的由来，有多种说法，1）紫川旧称为“紫池”，据说是万叶集上作为歌枕而记载的、位于小仓南区蒲生的鹫峰山大兴善寺门前的“企救之池”的遗迹。2）上游用于丝绸染色的紫色草丛疯长。3）足立山在黄昏时分变成紫色并倒映在河面上。4）据说小仓城主细川忠兴根据流经他旧城（丹后国的宫津城）附近的紫川命名了该河。5）情人在河面洒下紫色坚果，祈求恋人平安。

## 紫川沿岸设施
- 北九州滨河步道
- 北九州水环境博物馆
- 北九州萤火虫博物馆

## 桥梁（从河口开始）
作为北九州市复兴计划“紫川我的城镇·我的河流建设项目”的重点项目，北九州市在紫川上修建了10座桥梁。在下游流域，拓宽了河道，更换了老旧桥梁，并完善了周边设施。该项目耗资104.54亿日元。

### 小仓北区

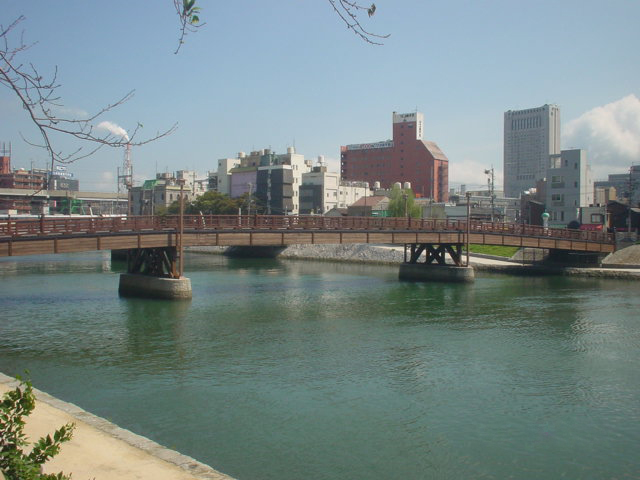
常盘桥

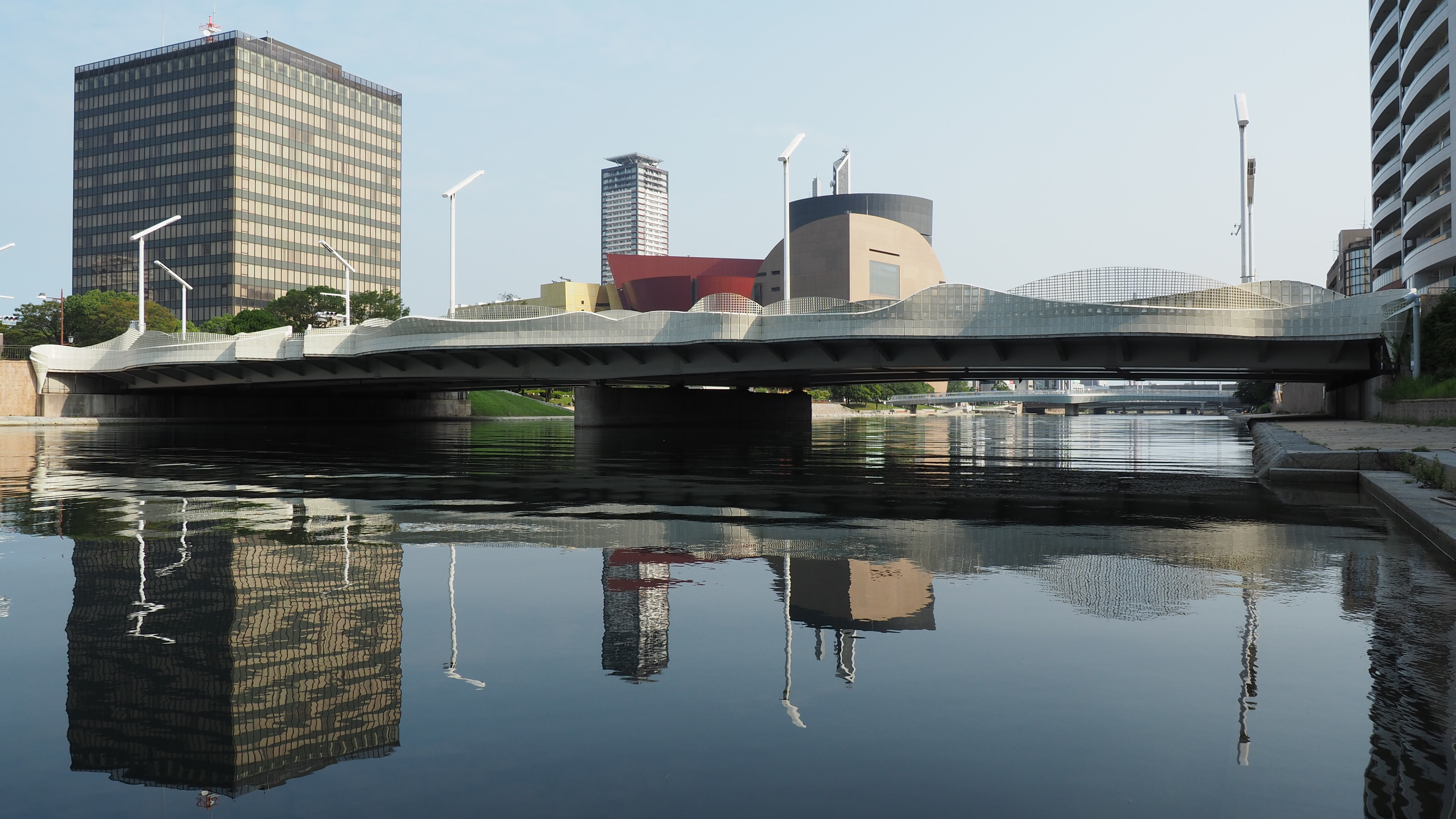
中之桥

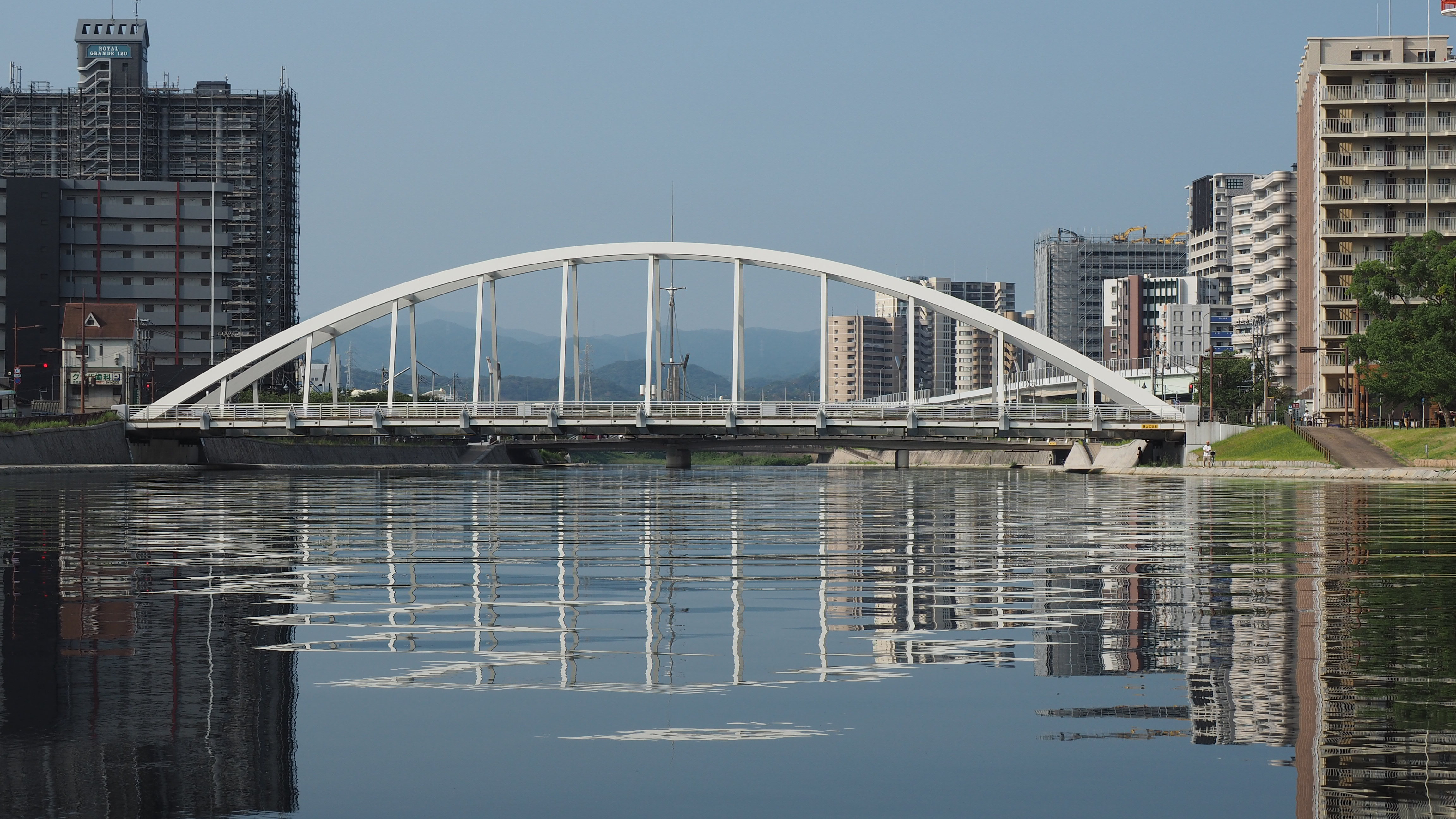
紫川桥

- 紫川大桥（海之桥、国道199号）
- 室町大桥（火之桥）
- 常盘桥常盘桥（木之桥、长崎街道起点）

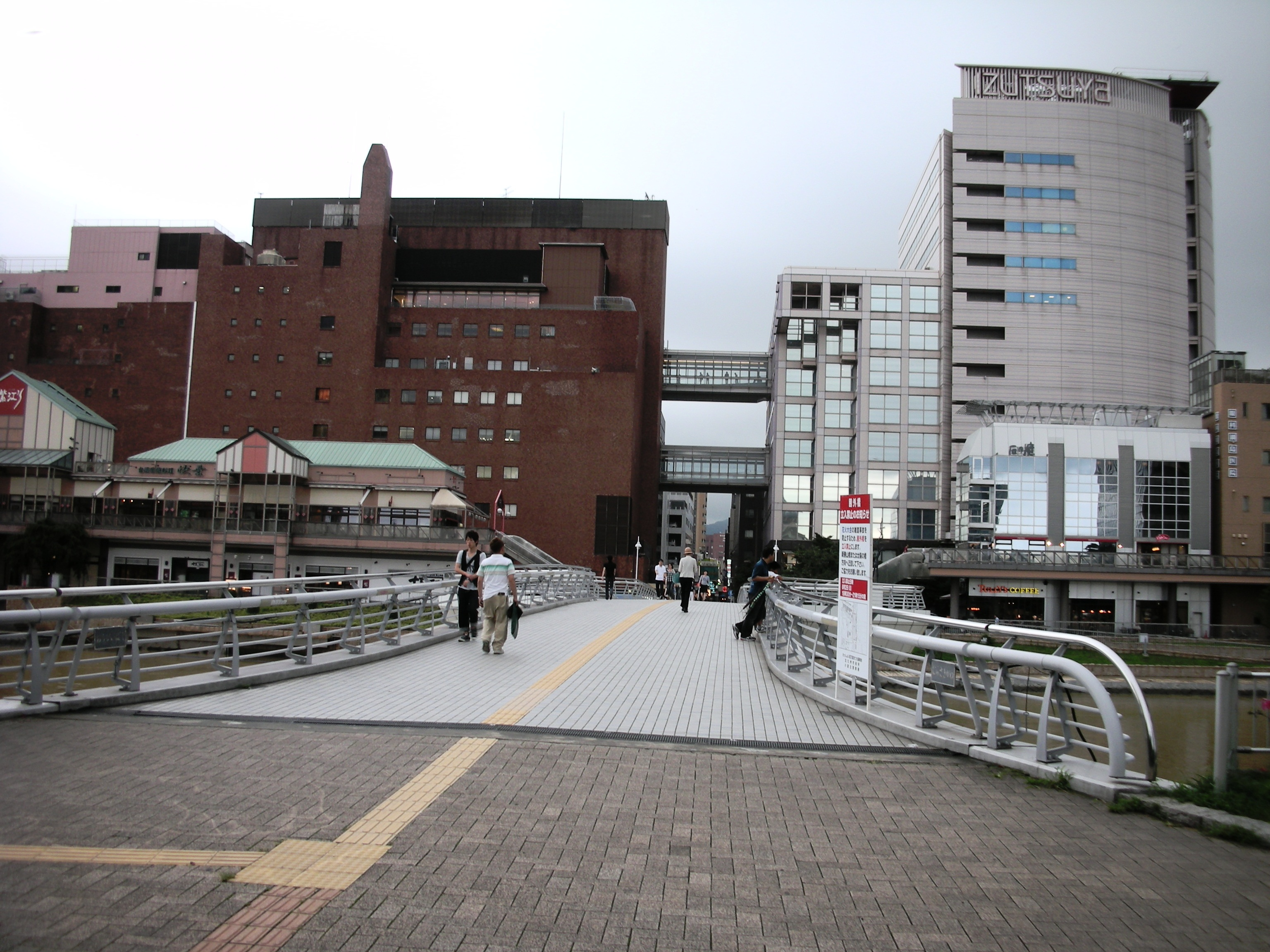
鸥外桥

- 胜山桥（石之桥）
- 鸥外桥鸥外桥（水鸟之桥）
- 中之桥中之桥（太阳之桥）
- 紫川桥紫川桥（铁之桥）
- 中岛桥（风之桥）
- 丰后桥（音之桥）
- 贵船桥（国道3号）
- 篠崎大桥
- 篠崎桥
- 大木步道桥
- 大木端
- 北方大桥
- 敧濑桥

### 小仓南区
- 青风桥
- 蒲生端
- 虹山大桥
- 紫桥
- 砂原桥
- （桥）
- 樱桥 (国道322号)
- 鬼年桥
- 高徳桥
- 中西桥 (国道322号)
- （桥）
- 萤之前桥
- 眼镜桥
- 河原桥
- 乐庭桥
- 寺司合桥
- 井出之原桥
- 船木桥
- 山之口桥

## 交通

### 跨河交通
- 鹿儿岛本线（小仓站-西小仓站）
- 北九州高速道路
- 日丰本线（南小仓站-城野站）
- 九州自动车道

### 平行交通
- 北九州高速铁道小仓线
- 北九州高速1号线
- 福冈县道63号长行田町线

## 关联项目
- 1953年西日本水灾 - 造成紫川泛滥